# АБМ Гелексі
Футбольний клуб «Ау Бон Марш Гелексі» або просто «АБМ Гелексі» (англ. Au Bon Marche Galaxy Football Club) — вануатський футбольний клуб з міста Порт-Віла, заснований 2014 року.
З моменту свого створення клуб дуже стрімко пройшов усі рівні футбольних змагань Вануату, виграв Другий дивізіон у сезоні 2014/15 років, Перший дивізіон — 2017/18 років та вищий дивізіон з першої ж спроби — у сезоні 2018/19 років.

## Історія
Перші повідомлення про існування клубу під назвою «АБМ Гелексі» в столиці країни датуються березнем 2015 року, що підтверджує їх участь в Другому дивізіоні Порт-Віли 2014/15, найнижчому футбольному дивізіоні столиці. Команда виграла змагання цього сезону й заслужила підвищення до Першого дивізіону Порт-Віли.
У 2016 році клуб взяв участь у Кубку ПВФА 2016 — розминці перед новим сезоном. Клуб дійшов до півфіналу. Клуб фінішував четвертим у Першому дивізіоні 2016 року, а в сезоні 2017 року — на 6-му місці.
У середині сезону 2017/18 років клуб підписав трьох гравців із Соломонових островів. Клуб виграв дивізіон і вийшов у Прем’єр-лігу Порт-Віли сезону 2018/19 років.
У сезоні 2018/19 років клуб посів друге місце в таблиці регулярного сезону, поступившись «Тафеа». Такий результат дозволив «АБМ Гелексі» вийти до змагання «Топ-4», де знову зустрілися з «Тафеа» у фіналі. «Галексі» переміг з рахунком 2:1 та вийшов у Лігу чемпіонів ОФК 2019/20.

## Досягнення
- Прем'єр-ліга Порт-Віли
  -  Чемпіон (1): 2018/19

- Перший дивізіон Порт-Віли
  -  Чемпіон (1): 2017/18

- Другий дивізіон Порт-Віли
  -  Чемпіон (1): 2014/15

- Великий фінал Національної суперліги ВФФ
  -  Срібний призер (1): 2018/19

## Відомі гравці
- Дієго Бенедіто
- Роберсон
- Нельсон Сале Кіліфа
- Гагаме Фені